# Brunnen (Kilsyth)

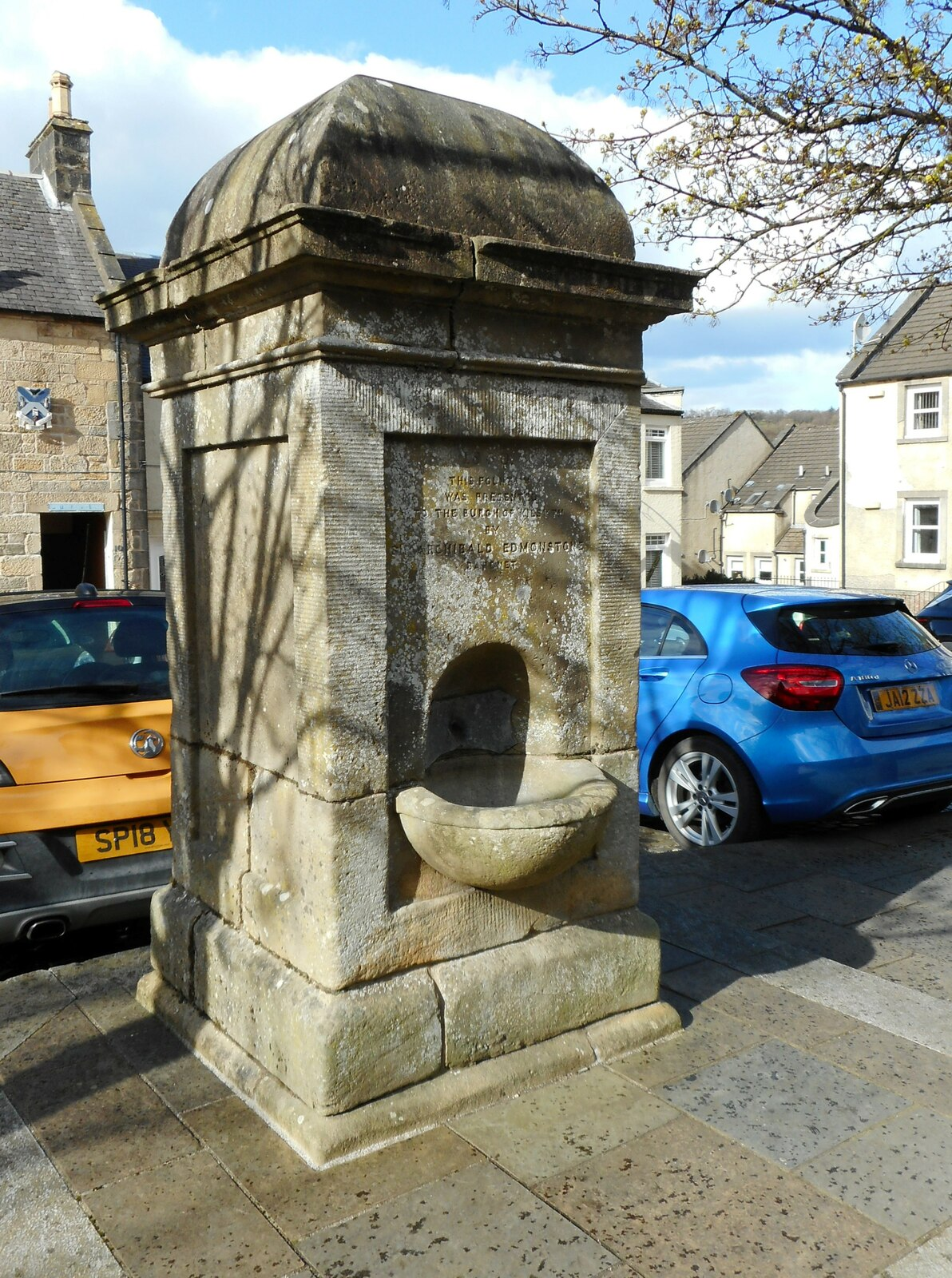
Brunnen am Marktplatz

Der Brunnen in der schottischen Stadt Kilsyth in der Council Area North Lanarkshire wurde 1979 in die schottischen Denkmallisten in der Kategorie C aufgenommen.

## Beschreibung
Der Brunnen befindet sich am Marktplatz im Stadtzentrum gegenüber den ebenfalls denkmalgeschützten Market Chambers. Das aus Stein gefertigte Bauwerk stammt aus dem Jahr 1869. Der säulenförmige Brunnen weist einen quadratischen Grundriss auf und besitzt einen kleinen Sockel. Er schließt mit einer schmucklosen Kuppel ab. An der Nordseite ist ein Wasserauslass zu finden, der in eine kleine Schale mündet.